# Planika (društvo)
Planika je slovensko kulturno društvo v Ukvah v Kanalski dolini, Italija. Pripadnike slovenske narodne manjšine v Italiji združuje v kulturnem udejstvovanju, razvoju skupnosti in sodelovanju z lokalnimi oblastmi. Društvo je v sodelovanju z drugimi organiziranimi skupinami Slovencev Kanalske doline leta 1997 uredilo slovensko kulturno središče, ki služi kulturnim, izobraževalnim in raziskovalnim aktivnostim skupnosti ter je pomembno za uveljavljanje zgodovinsko slabo prepoznane manjšine v Kanalski dolini. Kulturno središče je dežela Furlanija - Julijska krajina leta 2002 priznala za ustanovo primarnega interesa slovenske manjšine.